# Древо науки
«Древо науки» (англ. The Learning Tree) — американский молодёжный драматический фильм режиссёра, сценариста и продюсера Гордона Паркса по его одноимённому полу-автобиографическому роману 1963 года . Оператор — Бёрнетт Гаффи. Монтажёр — Джордж Р. Рорс. В главных ролях — Кайл Джонсон, Эстель Эванс. Премьера картины состоялась 6 августа 1969 года.
В 1989 году картина была внесена в Национальный реестр фильмов Библиотеки Конгресса США как фильм, имеющий особое историческое, культурное и эстетическое значение.

## Сюжет
Штат Канзас. 1920-е годы. Группа чернокожих подростков, среди которых друзья Ньют Уингер и Маркус Сэвидж, крадёт яблоки из сада белого американца Джейка Кинера. Когда хозяин застаёт воришек, Маркус Сэвидж избивает его и бросает умирать. Позднее Маркуса задерживает полиция, и по приговору суда он попадает в тюрьму. Во время погони за чернокожими подростками белый шериф-расист убивает случайного афроамериканца, однако преступление шерифа остаётся безнаказанным.
Ньют хорошо учится в школе и собирается поступать в колледж. Белый учитель пытается отговорить его от этой идеи, но на сторону юноши становится белый директор, который является противником расизма в городе и поощряет амбиции молодого человека. Пока Маркус находится в тюрьме, Ньют помогает Кинеру по хозяйству, чтобы загладить перед ним вину за свой проступок и действия друзей.
В город приезжает чернокожая девочка Арселла Джефферсон, с которой у Ньюта возникает взаимная симпатия. Арселлу насилует белый подросток Чонси Кавано, сын местного судьи. Она беременеет от насильника и уезжает из города.
Во время боксёрского поединка на окружной ярмарке Ньют побеждает Маркуса, который к уже находится на свободе.
Однажды, проснувшись на чердаке сарая Кинера, Ньют становится свидетелем жестокого нападения. Он видит как Букер Сэвидж, отец Маркуса, убивает Джека Кинера. Вначале юноша хранит молчание о том, что видел. Но затем он испытывает угрызения совести. Ньют обеспокоен тем, что белого Сайласа Ньюхолла, оказавшегося на месте преступления по другой причине, обвиняют в убийстве, которого тот не совершал. Поддержанный своей матерью Сарой Уингер, Ньют сообщает судье Кавано, что убийство Кинера совершил Сэвидж-старший. Его показания в суде приводят к самоубийству Букера. Позже Ньюта чуть не убивает Маркус, которого, при попытке к бегству, выстрелом в спину убивает шериф. Последний предлагает подвезти Ньюта до дома, но юноша отказывается и идёт, сам не зная куда.

## В ролях
| Актёр              | Роль                |
| ------------------ | ------------------- |
| Кайл Джонсон       | Ньют Уингер         |
| Эстель Эванс       | Сара Уингер         |
| Алекс Кларк        | Маркус Сэвидж       |
| Дана Элкар         | шериф Кирки         |
| Мира Уотерс        | Арселла Джеферсон   |
| Джордж Митчелл     | Джейк Кинер         |
| Ричард Уорд        | Букер Сэвидж        |
| Малкольм Аттербери | Сайлас Ньюхолл      |
| Расселл Торсон     | судья Кавано        |
| Зуи Холл           | Чонси Кавано        |
| Феликс Нельсон     | Джек Уингер         |
| Пегги Ри           | мисс Макклинток     |
| Кэрол Лэймонд      | Биг Мэйбл           |
| Кевин Хэйген       | доктор Тим Крэйвенс |
| Джимми Рашинг      | Чаппи Логан         |
| Даб Тейлор         | Спайки              |
| Стивен Перри       | Джаппи              |
| Джоэл Флюэллен     | дядя Роб            |
| Сондра Шарп        | Присси              |
| Дон Даббинс        | адвокат Харли Дэвис |
| Хоуп Саммерс       | миссис Кинер        |

## Производство
Права на экранизацию романа «Древо науки» были приобретены кинокомпанией Warner Bros. — Seven Arts в 1969 году. Картина стала первым фильмом, снятым чернокожим человеком для крупной американской киностудии. Позднее Паркс вспоминал: «Ещё несколько лет тому назад чернокожие люди даже не мечтали попасть в индустрию кино, кроме как в качестве актёров. Это был закрытый мир, изолированный дискриминацией. Кену Хайману, президенту Seven Arts, понравилась моя книга, и он знал, как я снимаю. У нас была встреча, которая длилась пятнадцать минут, и он поручил мне съёмку «Древа науки». Все эти годы предрассудков и фанатизма были разрушены за пятнадцать минут».
Фильм «Древо науки» был снят в Форт-Скотте, в штате Канзас, осенью 1968 года. Производственный процесс был рассчитан на три месяца. Форт-Скотт был местом, где вырос Паркс. Город был прототипом придуманного им города Чероки-Флэтс. Все сцены фильма были сняты за очень малое количество дублей.
Во время производства картины съёмочную площадку часто посещали представители руководства Warner Bros. Глава кинокомпании отправлял своих эмиссаров в Форт-Скотт, во избежание провокаций из-за того, что режиссёром фильма был афроамериканец.

## Критика
6 августа 1969 года состоялась премьера «Древа науки» в театре «Транс-Люкс» в Нью-Йорке. Картина была хорошо принята критиками. В рецензии на картину для «New York Times» кинокритик Роджер Гринспун писал, что сцены в фильме имели «своего рода церемониальную живость и реалистичность».
Картина «Древо науки» вошла в первую группу из 25 фильмов, внесенных в Национальный реестр фильмов Библиотеки конгресса США, во время создания этого списка в 1989 году.

## Музыка
Автором музыки к фильму является Гордон Паркс при участии Джимми Рашинга, Кайла Джонсона и Джоэла Флюэллена. Композиция «Древо науки» была исполнена музыкантом Оси Ли Смитом. В своей рецензии для «New York Times» всё тот же Роджер Гринспун отозвался похвально о музыке к фильму, написав, что она «телеграфирует, а затем истощает каждый кризис [в картине]».